# عمود السواري
عمود السواري هو عمود روماني أثري يقع في مدينة الإسكندرية في مصر، ويعد من أشهر المعالم الأثرية فيها. أقيم فوق تل باب سدرة بين منطقة مدافن المسلمين الحالية والمعروفة باسم مقابر العمود وبين هضبة كوم الشقافة الأثرية. ويصل طوله إلى حوالي 27 متراً ومصنوع من حجر الغرانيت الأحمر. أقيم تخليدا للإمبراطور دقلديانوس في القرن الثالث الميلادي. وهو آخر الآثار الباقية من معبد السيرابيوم الذي أقامه بوستوموس. لم يتم تحديد تاريخ إنشاء هذا العمود على وجه الدقة لكنه يعود للعصر الروماني، وقيل أن هذا العمود أهدي للمسيحية بعد انتصارها في الإسكندرية علي مريام في معركة القميص

عمود السواري هو خامس أطول نصب تذكاري كعمود نصر روماني من بعد عمود تراجان (35.07 م).

## التسمية
وتعود تسمية العمود باسم عمود السواري إلى العصر العربي حيث يعتقد أنها جاءت نتيجة ارتفاع هذا العمود الشاهق بين 400 عمود آخر وهو ما يشبه صواري السفن ولذلك أطلق عليه العرب عمود الصواري والتي حرّفت فيما بعد إلى السواري. وقد عرف عمود السواري خطأ منذ الحروب الصليبية باسم عمود بومبي ويرجع هذا الخطأ إلى أن بعض الأوروبيين ظنوا أن رأس القائد الروماني بومبي الذي هرب إلي مصر فراراً من يوليوس قيصر وقتل في مصر ظنوا أن رأسه قد وضعت في جرة جنائزية ثمينة ووضعت فوق تاج العمود.

## التصميم
جسم العمود عبارة عن قطعة واحدة قطرها عند القاعدة 2,70 متراً، وعند التاج 2,30 متراً. ويبلغ الارتفاع الكلي للعمود بما فيه القاعدة حوالي 26,85 متراً. وفي الجانب الغربي من العمود قاعدتان يمكن الوصول إليهما بسلم تحت الأرض كما يوجد تمثالان مشابهان لأبي الهول مصنوعان من الغرانيت الوردي يرجع تاريخهما إلى عصر بطليموس السادس. على أحدهما نقش للملك حور محب من الأسرة الثامنة عشرة.

## وصف ابن بطوطة
وصفه الرحالة المسلم ابن بطوطة عندما زار الأسكندرية في عام 1326م، فقال:

## معرض الصور

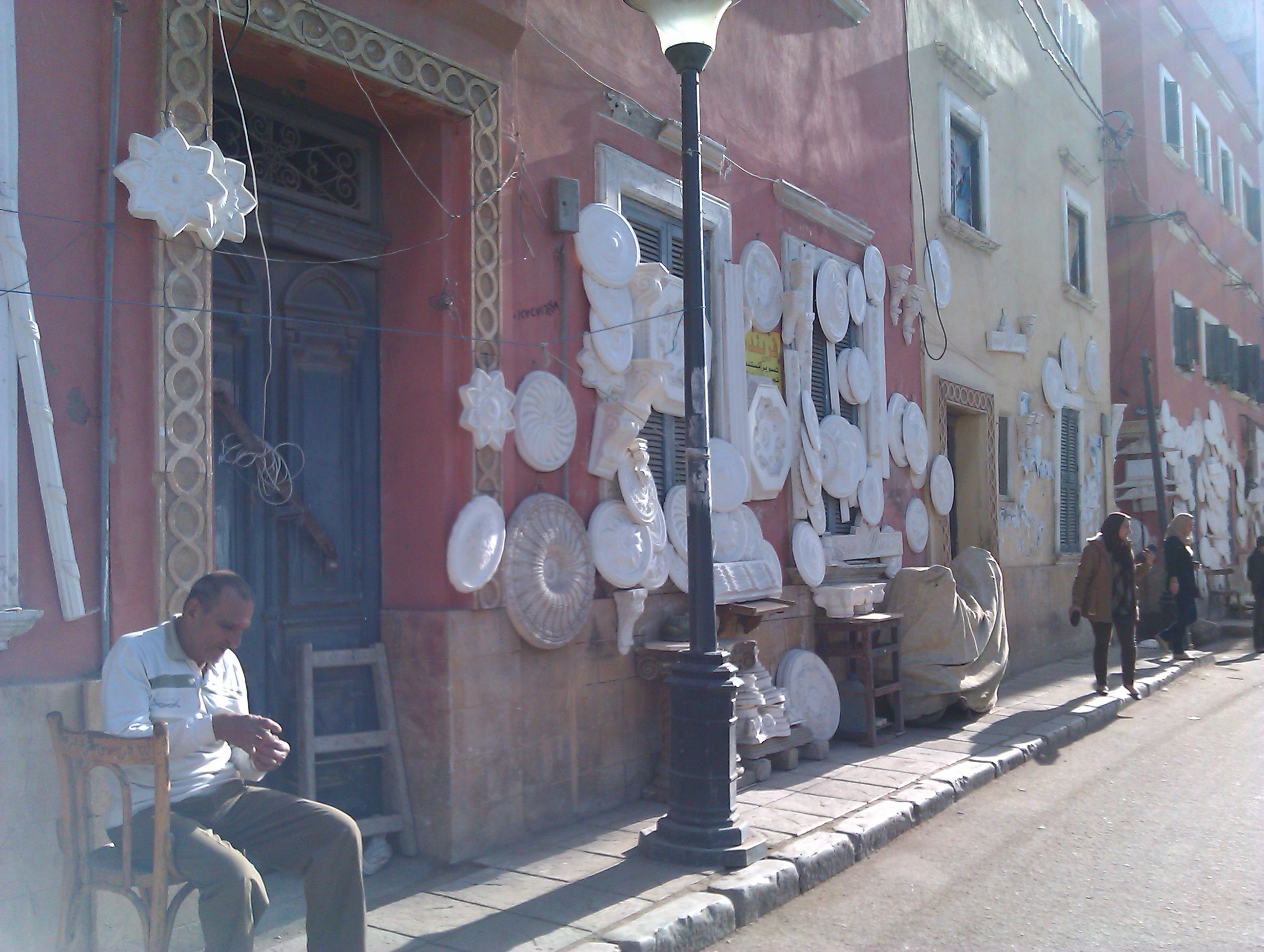
شارع مجاور تباع فيه منتجات فخارية
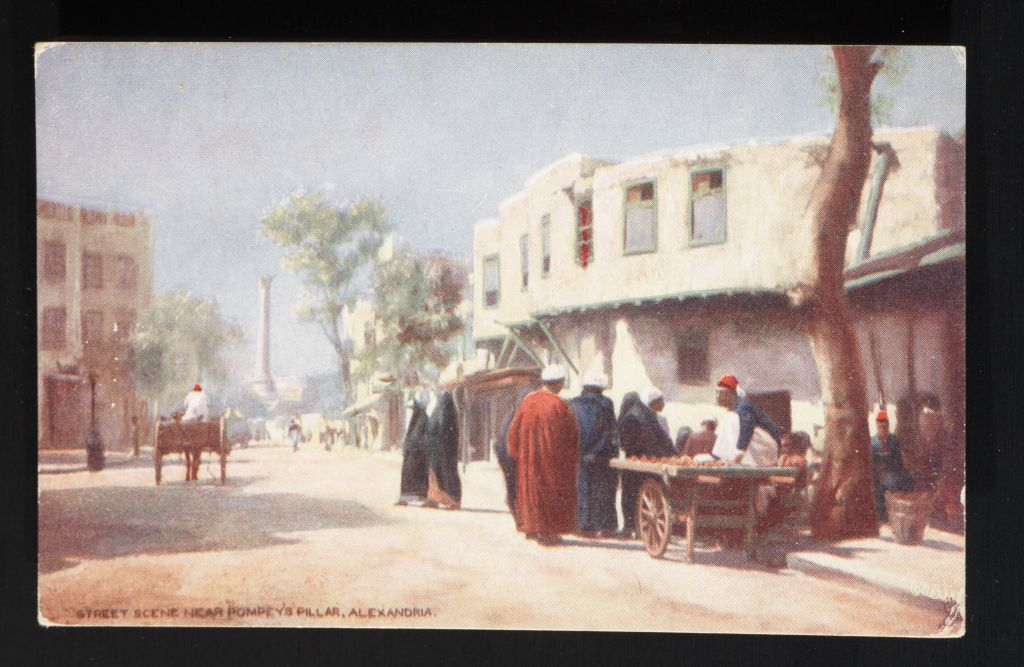
الحي المجاور للعمود في القرن التاسع عشر الميلادي
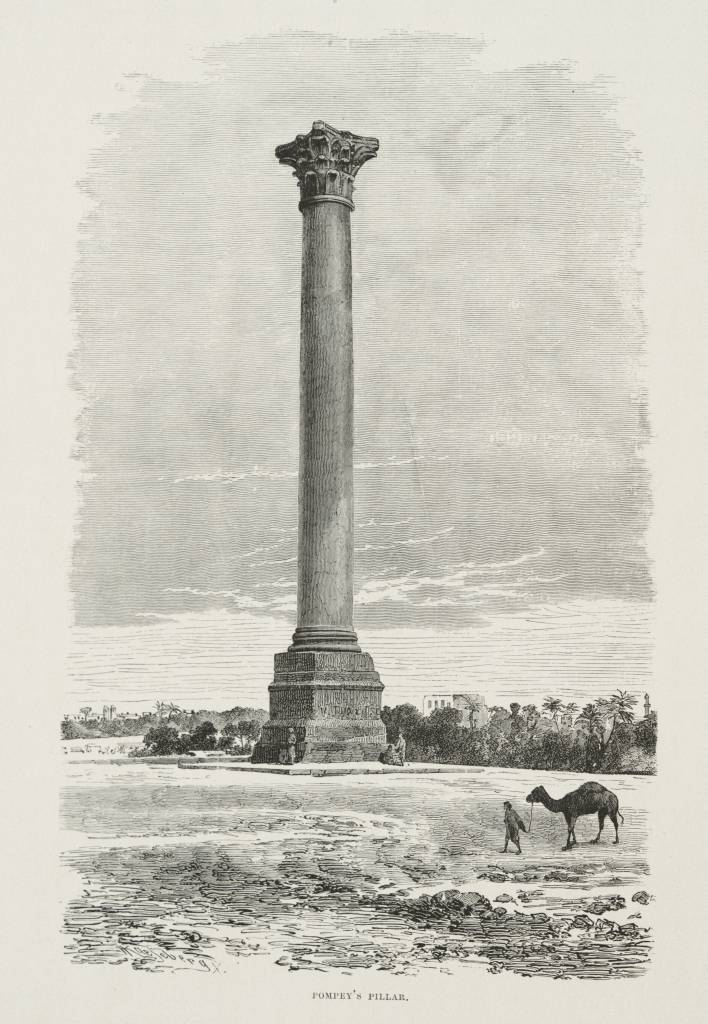
1878م
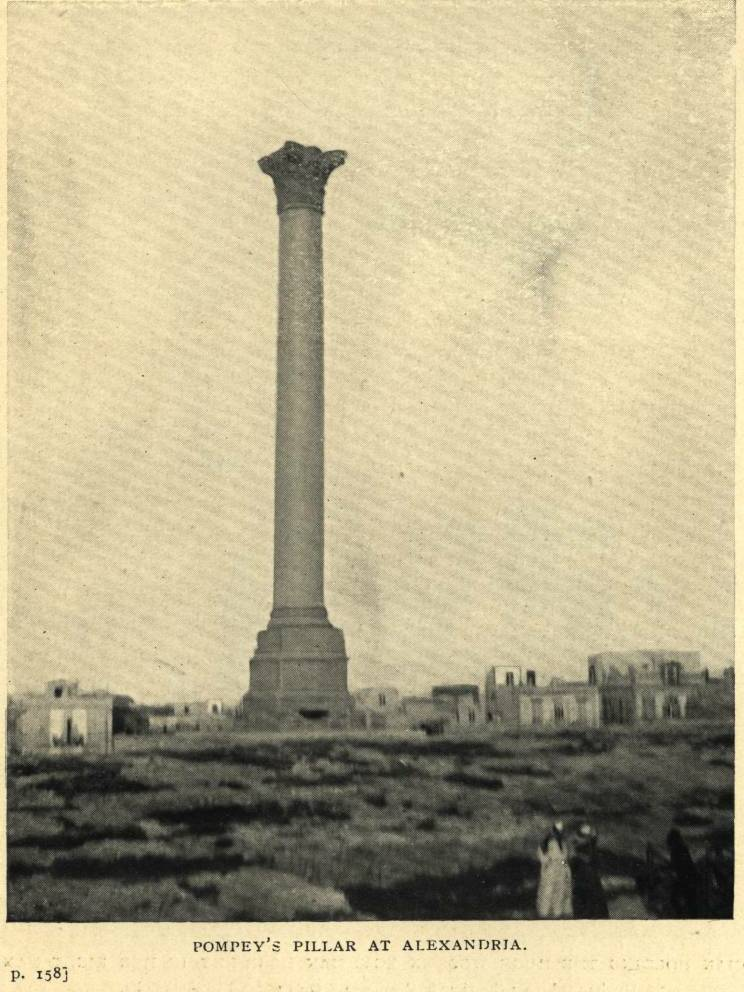
صورة العمود سنة 1911م
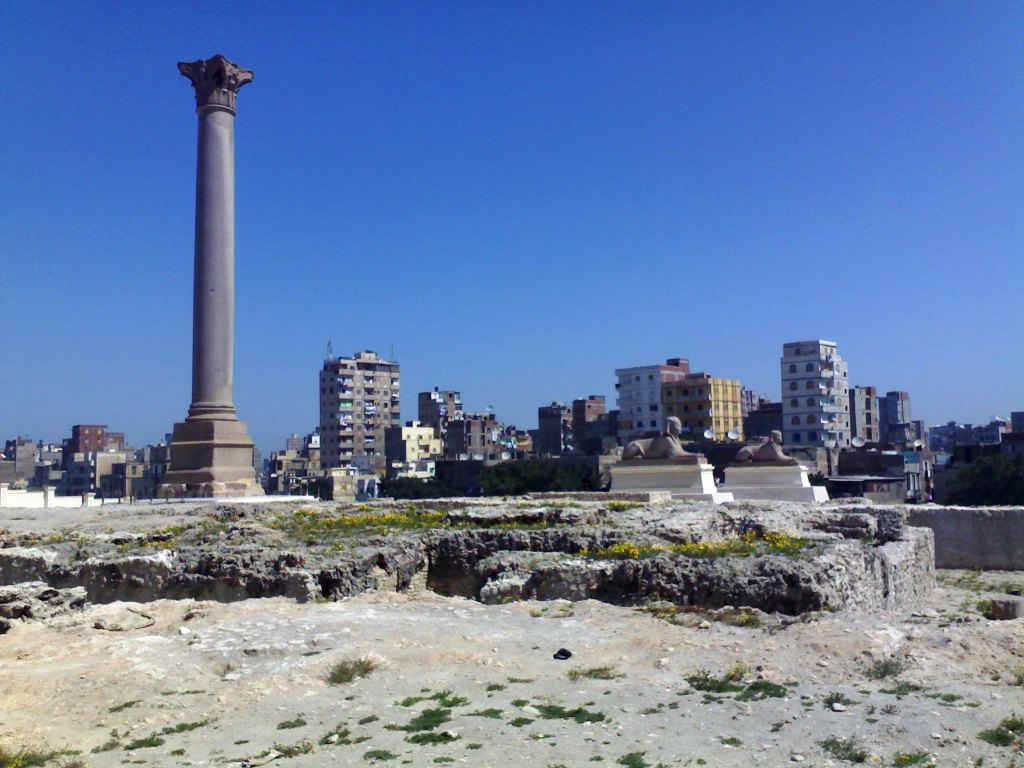
العمود
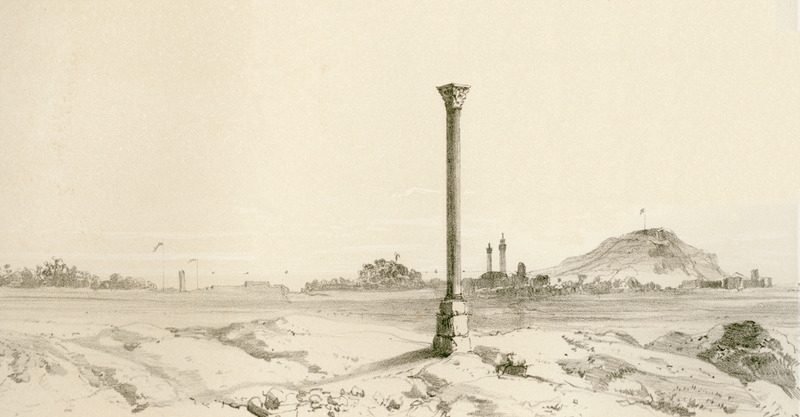
عمود بومبيان أو عمود السواري – إستورميل جوزيف دكومت – 1848.